# TEACCH
 (juillet 2012).
Si vous disposez d'ouvrages ou d'articles de référence ou si vous connaissez des sites web de qualité traitant du thème abordé ici, merci de compléter l'article en donnant les références utiles à sa vérifiabilité et en les liant à la section « Notes et références ».
TEACCH sigle signifiant : « Treatment and Education of Autistic and related Communication handicapped CHildren » (Traitement et éducation des enfants autistes ou atteints de troubles de la communication associés), également nommé éducation structurée, est un programme universitaire d'État développé dans les années 1970 en Caroline du Nord. Ce programme s'adresse aux personnes autistes pendant toute leur vie.
Historiquement, ce programme d'enseignement et de formation a été créée en 1966 dans l'université de Caroline du Nord à Chapel Hill.

## Historique
Au début des années 1960, en Caroline du Nord aux États-Unis, un groupe organise pour les parents d’enfants atteints d’autisme et leurs enfants, une série d’interventions fondées sur des principes psycho-dynamiques avec pour hypothèse causale « une anomalie cérébrale inconnue. »
Un professeur de l’université de Caroline du Nord à Chapel Hill, Eric Schopler, participe à ce programme qui consistait alors en une thérapie de groupe pour les enfants qui pouvaient exprimer leurs sentiments en totale liberté et une thérapie de groupe intensive pour les parents, désignés comme responsables des troubles de leurs enfants. Ce programme se solde par un échec cuisant, puisque les troubles dont souffraient les enfants s’aggravaient, les comportements anormaux se multipliant et empirant, et les enfants ne s’exprimant pas pour autant.
Schopler et son collègue, Robert Reichler, comprennent que cette approche thérapeutique n’est pas la bonne. Leurs recherches s’orientent alors dans une autre direction : grâce à leurs observations répétées et objectives des comportements des enfants, ils formulent une hypothèse selon laquelle l’autisme n’est pas provoqué par un dysfonctionnement de la relation entre parents/enfants mais par une anomalie cérébrale organique d’origine inconnue.
Si aujourd’hui, les données épidémiologiques sont concordantes pour souligner le rôle des facteurs génétiques dans l’étiologie de l’autisme, c’est à la base, par une recherche empirique et ses implications cliniques que Schopler et Reichler modifient leur approche de la pathologie et de son traitement.

## Projet de recherche
En 1966, ils préparent un dossier de demande de subvention fédérale qu’ils présentent au NIMH (National Institute of Mental Health) ; ils proposent un vaste projet de recherche fondé sur :
- la collaboration parents/professionnels de santé pour mutualiser toutes les informations concernant l’enfant autiste ;
- le développement et la mise en application d’un programme de traitement individualisé pour chaque enfant ;
- la formation indispensable des parents à des techniques d’intervention spécifiques dans le but de faciliter les échanges et la communication avec leurs enfants. Les parents sont reconnus alors comme cothérapeutes auprès de leurs enfants.

## Succès
Ce plan de soins fondé sur des pratiques d’intervention novatrices eut un succès qui dépassa les espoirs de ses concepteurs si bien qu’en 1972, l’État de Caroline du Nord fit de la « Division TEACCH » le premier programme d’état américain de diagnostic, de traitement, de formation de recherche et d’éducation des enfants autistes et de leurs familles. Leur objectif, qui consistait en une amélioration de la qualité de vie des personnes concernées au sein de l’environnement familial et scolaire et en une intégration de ces personnes dans la communauté sociale était atteint et les résultats des recherches concluants.
Aujourd’hui, « exemple rare d’un programme d’abord financé par le gouvernement fédéral puis adopté et développé par un état, la Division TEACCH est officiellement mandatée pour servir les personnes autistes et leurs familles dans tout l’État de Caroline du Nord. »

## Questionnement - Limite
Par refus de s’incliner devant l’extrême difficulté relative à la prise en charge d’un handicap si déconcertant, par volonté courageuse de faire face en se donnant pour finalité d’améliorer la vie des enfants autistes et leurs familles, les auteurs du programme relèvent un défi permanent (l’autisme est un handicap définitif et aucun traitement médicamenteux n’a pour l’instant été découvert) et déclarent développer une philosophie en ce sens que les principes qui sous-tendent leur action sont durablement appuyés sur la raison et la sagesse, dans un souci d’honnêteté scientifique et morale au service des enfants porteurs d’autisme et de leurs parents. Ce qui signifie qu’ils adoptent une attitude intellectuelle définie par :[non neutre]
- la reconnaissance de l’origine organique du handicap et les concepts-clefs de l’approche sont « tolérance, compromis, acceptation et développement personnel de la personne autiste, plutôt que normalisation[3] » ;
- la collaboration parents/professionnels qui va de soi, puisque les professionnels (qui sont les spécialistes du syndrome) prennent conscience que les parents sont détenteurs d’un savoir efficace sur leur enfant : ce sont les parents qui côtoient l’enfant au jour le jour. Le développement du jeune est donc lié à l’action des parents qui deviennent cothérapeutes. Ce principe est dicté non seulement par la légitimité du rôle d’éducateur que chaque parent est conduit à jouer avec son enfant mais aussi pour des raisons purement techniques : continuité et cohérence dans l’approche éducative et généralisation des acquis du lieu familial aux autres lieux ;
- l’optique généraliste qui permet une vision globale de l’enfant quelles que soient les situations ou contextes dans lesquels il est placé, y compris et surtout la vie familiale ;
- l’offre de services complets, coordonnés et communautaires assurés pendant toute la vie : la gravité du handicap est telle que les personnes qui en souffrent ont non seulement un problème de communication et d’intégration sociale, mais aussi de nombreuses difficultés intellectuelles, sensorielles, comportementales, conceptuelles et organisationnelles. Le programme et les services rendus se doivent d’être exhaustifs. La mission de TEACCH dure le temps que dure la vie de la personne ;
- la prise en charge individuelle : c’est la garantie de son pouvoir et de la force de son succès.

En outre, la compréhension de chacune des personnes autistes se fait à partir de l’observation et non par référence à une théorie. On comprend donc mieux pourquoi l’on parle de philosophie dans le cadre de ce programme : il s’agit de considérer la personne autiste dans l’identité de son altérité, de s’intéresser à elle et de dévouer ses forces (altruistes dans ce cas) à son développement optimal, par l’utilisation de stratégies éducatives visant à améliorer sa vie.
Le but de toute éducation, rappelle Gary Mesibov (en), est de « porter le développement de chaque individu à son plus haut point ».

## Scolarisation des élèves avec autisme
Cette approche n’exclut pas la scolarisation des enfants porteurs d’autisme : « En Caroline du Nord, les parents peuvent choisir parmi plusieurs formes de programmes scolaires. La première et la plus populaire est constituée par des classes spéciales pour enfants autistes, situées au sein d’école classiques au milieu d’enfants non handicapés du même âge. Il existe plus de 100 classes de ce type disséminées dans l’État. Elles accueillent cinq à sept élèves, un enseignant et des assistants de manière que le rapport élèves /adultes soit au maximum de 3/1 ; par exemple, les classes de six élèves ont un enseignant et un assistant. Les classes de sept élèves ont un assistant supplémentaire. »
Si l’enfant bénéficie d’une intégration scolaire en milieu ordinaire, un suivi est organisé pour évaluer ses progrès et s’assurer qu’il tire effectivement profit de cette pratique normalisatrice.

### Organisation de la classe
Le programme TEACCH est un programme éducatif structuré spécialisé.
« Le recours à l’enseignement structuré dans le cadre d’une stratégie d’intervention est au centre du programme TEACCH depuis sa création au milieu des années 1960. », « L’organisation physique, les emplois du temps, les systèmes de travail individuels, le repérage visuel, et d’autres procédures sont les éléments de l’enseignement structuré qui se sont montrés utiles dans les classes des élèves autistes de tous âges et de toutes aptitudes fonctionnelles. »[réf. souhaitée]
L’organisation physique permet de faciliter la compréhension de l’environnement : des zones spatiales sont dévolues à des activités spécifiques :
- zone dévolue aux apprentissages indépendants de chaque élève ;
- zone de jeux ;
- zone de travail individuel et autonome ;
- zone de déjeuner ;
- zone de goûter ;
- zone de temps libre ;
- zone d’apprentissage des gestes de la vie quotidienne : toilette par exemple ;
- zone d’apprentissage des activités domestiques ;
- zone de travail personnel et bureau de l’enseignant ;
- zone de transition où sont affichés les emplois du temps individuels et personnalisés.

Toutes ces zones sont limitées clairement au moyen de matériel et de mobilier adéquats (paravents, tapis, étagères écrans, adhésifs de couleur sur le sol, etc.) : la lecture et la compréhension de l’espace sont immédiates et aisées (un des points forts des personnes porteuses d’autisme est l’intégration de l’information visuelle).
Et comme les instructions verbales sont difficilement compréhensibles pour l’enfant porteur d’autisme, l’élément essentiel de l’organisation de la vie dans la classe consiste à visualiser la succession des activités de l’enfant sur un support visuel, l’aidant à se repérer, se situer dans le déroulement du temps, les événements distincts qui le jalonnent et les liens entre eux.
Les systèmes de travail individuels comportent obligatoirement quatre types d’information :
- l’élève doit savoir quelle est la nature de l’activité sous forme de planification, dessins, photographies, schéma de montage, consignes écrites pour les lecteurs, permettant une identification facile des gestes et procédures à accomplir ;
- la quantité de travail qui est demandé, évaluable grâce à la planification de la tâche par le schéma construit en fonction du degré de compréhension de l’enfant ;
- un repère clair qui indiquera que la tâche est terminé ;
- l’indication concernant ce qui se passe immédiatement après l’exécution de la tâche.

La structuration de l’activité ou de la tâche à accomplir est par conséquent conditionnée par :
- une planification minutieuse ;
- une lisibilité et une clarté visuelle dans la composition et l’agencement des différentes étapes ;
- la réflexion concernant l’ordre d’exécution gestuelle : aucun détail de la procédure ne doit être oublié.

Les expériences et les observations de Schopler ont montré que les enfants autistes travaillent mieux lorsqu’ils ont à disposition permanente des repères visuels qui présentent une division lisible du temps, un découpage fractionné de la façon dont on va occuper ce temps, une indication sur ce qui suit l’activité, dans le but de rendre toute action prévisible.
Il s’agit pour l’enseignant de la classe TEACCH de tracer en contours nets ce qui fait le quotidien d’un être humain, dans ses rapports à l’espace, au temps, à l’apprentissage, au jeu, au souci de soi, aux autres, bref à ce qui compose l’existence d’un être en perpétuel développement et enrichissement personnel. Car les personnes autistes sont submergées par les informations sensorielles et n’ont pas la capacité de traiter les informations parvenues au cerveau en vue d’en appréhender le sens ou de les organiser en les maîtrisant. Les repères visuels les aident à traiter l’information plus efficacement.
Acquérir une habitude d’agir de façon appropriée dans des circonstances ou des contextes destinés à se répéter est aussi un objectif dans l’organisation de la classe TEACCH. En effet, l’enseignant s’ingénie à créer des routines car « des routines productives peuvent constituer des manières systématiques d’accomplir des missions. Contraints à lutter pour comprendre ce que la situation nécessite et incapables de s’organiser facilement et efficacement ou efficacement, les élèves autistes tirent bénéfice des comportements systématiques.
La routine enseignée est celle qui doit avoir des conséquences durables, dans la mesure où elle est commune à de nombreux types de travaux. Par exemple, note Mesibov : « appréhender systématiquement toutes les tâches de gauche à droite et de haut en bas est une méthode applicable à une multitude de tâches, comme ranger, laver la vaisselle, nettoyer le sol, trier, lire ou écrire. »

### Le «mainstreaming»
Par ce terme anglais, on désigne le processus d’intégration des enfants porteurs d’autisme dans des classes pour enfants neurotypiques. Bien que conscients des difficultés inhérentes à la pratique du « mainstreaming » (hostilité de certains enseignants à l’égard de l’enfant vivant d’autisme, mauvaise acceptation sociale de l’enfant ayant une problématique autistique et risque d’interactions négatives entre lui et les enfants neurotypiques du même âge), les concepteurs du programme TEACCH posent en principe que l’insertion des enfants autistes dans les écoles pour non-handicapés leur permet d’accroître leurs possibilités d’acquérir des comportements sociaux appropriés.
Toutefois, Mesibov observe que la simple exposition de l’enfant porteur d’autisme parmi les enfants dont les comportements sont 'normaux' ne suffit pas à générer l’imitation de ces mêmes comportements par l’enfant vivant avec un trouble envahissant du développement(TED).
Après les premières expériences de mainstreaming, il notait : « le problème que pose le mainstreaming n’est pas que les enfants neurotypiques ont peu à offrir, mais plutôt que nous n’avons pas encore trouvé les meilleures méthodes pour utiliser ce potentiel ».
Alors Mesibov aura recours au concept de « mainstreaming inversé » pour la scolarisation des élèves vivant avec l'autisme. Il renonce à placer des élèves porteurs d’autisme dans les classes ordinaires, mais prévoit d’envoyer des élèves non handicapés dans la classe des enfants autistes, dans le but de travailler avec eux pour leur apprendre de nouveaux comportements.
Mesibov élabore un modèle de mainstreaming après sept années d’expérimentation : certains groupes de jeu mis en place pour favoriser les échanges et les interactions entre enfants ayant un TED et un neurotypique avaient pour conséquence de renforcer l’aptitude des enfants porteurs d’autisme à éviter les neurotypiques.
Mesibov opte donc pour une organisation plus approfondie du groupe concerné par l’intégration d’un élève autiste : il individualise la préparation de l’enseignant, la préparation des autres enfants, il étudie la taille du groupe, les activités, les règles de comportement : il ne laisse rien au hasard et se donne pour objectif d’assurer des bénéfices de ce travail à chacun des partenaires concernés : enseignants, enfants et élève autiste. Son principe réside dans le fait que tout le monde doit apprendre quelque chose, soit explicitement, soit implicitement : « Comme il en va de tous les objectifs appropriés, ceux de ce groupe doivent être spécifiques et simples à observer. Ceci est particulièrement important pour les élèves neurotypiques, qui ont besoin d’un renforcement positif et d’avoir le sentiment de vraiment réaliser quelque chose. C’est ce sentiment d’aider et d’éduquer les autres enfants qui les fait revenir. Il est tout à fait stimulant d’entendre les enfants se vanter dans les couloirs d’avoir appris à un enfant porteur d'autisme à jouer à saute-mouton sur le terrain de basket ou d’avoir terminé toute une réussite avec un jeu de cartes. »
Les élèves neurotypiques accomplissent leur désir d’aider l’autre et renforcent ainsi leur estime de soi. À la division TEACCH, les élèves neurotypiques adorent d’ailleurs devenir l’ami que l’enfant porteur d’autisme reconnaît.
Dans cette optique, le travail initial de préparation à l’intégration est crucial. Dans le cadre du programme TEACCH, ce n’est pas une, mais plusieurs journées de travail qui sont dévolues, en début d’année scolaire, à la présentation du handicap aux enseignants et aux enfants non porteurs d'autisme. Au cours des séances de préparation, l’accent est mis sur une description complète du handicap, et sur les objectifs du mainstreaming ou mainstreaming inversé, pour chaque enfant devant bénéficier de l’intégration.
Le but est aussi de dissiper les éventuelles craintes que pourraient ressentir les enseignants et les élèves qui intègrent.
« Au cours de ces réunions, nous espérons développer la compréhension de l’autisme et de la manière dont on peut éduquer les enfants autistes. En décrivant les déficits des enfants autistes, nous insistons principalement sur les déficits de langage, le retrait social, et les comportements inappropriés parce que ce sont ceux que les enfants non porteur d'autiste ou d'un ted sont le plus susceptibles de rencontrer. Nous essayons de les aider à comprendre les relations entre les déficits et les comportements qu’ils observeront dans l’école ou dans la classe spécialisée. Nous décrivons également l’importance de l’apprentissage de comportements appropriés et la manière dont cela influera sur l’avenir des enfants autistes. Nous insistons sur le rôle que les enfants non porteur d'autiste ou d'un autre trouble envahissant du développement peuvent jouer dans ce processus. Cette discussion initiale est suivie par des séances de milieu et de fin d’année pour parler de ce que les élèves ont observé et répondre à leur question. »
Dans les années 1990, le programme TEACCH était devenu le premier programme de renommée internationale ayant un mandat juridiquement valable à l’échelle d’un État : il englobait alors un réseau de sept centres régionaux (neuf en 2005), plus de 200 salles de classe à l’école publique (1 000 en 2006, à tous les niveaux scolaires : maternelle, primaire et secondaire) et de nombreux foyers à travers la Caroline du Nord. Depuis le lancement du programme, les formules d’aide extrascolaire incluant par exemple des camps de vacances se sont développées. Des services pour adultes comportant des structures résidentielles et différentes formes d’intégration sociales incluant des activités de loisir et de travail ont été mis en place progressivement.
Depuis ses débuts en 1972, la division TEACCH a réalisé plus de six mille évaluations.
Il est aussi prévu un modèle spécifique d’intervention dans trois domaines complémentaires :
- l’intervention de professionnel au domicile de l’enfant et l’ajustement familial ;
- l’éducation spécialisée en milieu ordinaire ;
- l’insertion dans la communauté sociale.

En 2006 le congrès annuel de TEACCH a rendu un hommage aux quarante ans de carrière d’Eric Schopler.
La position de TEACCH sur le « mainstreaming » reste sensiblement la même : trouver un équilibre entre l’environnement le moins restrictif possible (exigence de la Loi Américaine) et la réponse aux besoins éducatifs de l’enfant.
Les enfants sont tous dans l’école ordinaire, même en lycée, soit dans des classes spéciales (les classes TEACCH – l’intégration totale n’étant pas toujours la meilleure réponse à ces besoins à un moment donné, mais restant toujours un but), soit en intégration individuelle totale ou partielle.
Ce qu’ils ont le plus tenté de développer ces dernières années, c’est le « mainstreaming » à l’âge adulte via le « job coaching » (accompagnement au travail en milieu ouvert). »

## TEACCH en France

### Historique
En octobre 1984, Chantal Trehin fut la première à organiser un séminaire de formation sur le programme TEACCH en France. Le formateur était Théo Peeters, lui-même formé directement à la division TEACCH en Caroline du Nord, que Chantal Trehin avait rencontré lors d’un congrès à Washington et avec qui elle était restée en contact après son retour en France.
Ce premier séminaire de formation fut financé par l’ADAPEI des Alpes-Maritimes.
À ce séminaire inaugural assistaient Danielle et Max Artuso qui devaient par la suite créer EDI Formation, le premier organisme français à diffuser des formations destinées aux parents d’enfants autistes et aux professionnels.
Dans le même temps, le professeur Bernadette Rogé de l’Université de Toulouse avait commencé à travailler selon les principes du programme américain : grâce au professeur Corraze, son directeur de thèse, elle avait été mise en relation avec Eric Schopler qui dirigeait alors le programme aux États-Unis.
En 1995, une association de parents d’enfants porteurs d’autisme, PRO AID Autisme décida de faire traduire l’ouvrage de Gary Mesibov, Le Défi du programme TEACCH. PRO AID Autisme reste la seule association en France directement affiliée au programme TEACCH de Caroline du Nord, et propose des formations TEACCH par des formatrices certifiées https://proaidautisme.org/nos-formations/
Dans l’avant-propos à l’édition française, Pierre Toureille, alors président de l’association, écrivait : « Ce livre s’adresse donc à toutes les personnes que le destin (les parents proches) et le devoir (les professionnels de toute obédience) mettent devant la nécessité de comprendre et d’aider les autistes. Il conviendrait d’ailleurs d’ajouter aux parents et aux professionnels au moins deux autres catégories concernées : les décideurs, responsables administratifs, élus, et aussi, me semble-t-il, les médiateurs, journalistes, créatifs, bref tous ceux qui, d’une manière ou d’une autre, ont un jour devant eux ce déconcertant problème à résoudre et ce défi : comment aider les autistes ? »
Il était donc clair, pour Pierre Toureille et son association, que le programme TEACCH devait être implanté en France. De son côté, Bernadette Rogé, professeur de psychologie à l’université de Toulouse et alors responsable de l'unité de diagnostic et évaluation de l'autisme au CHU de Toulouse cosignait un article avec Eric Schopler : « Approche éducative de l’autisme : le programme TEACCH sa transposition en France » pour la revue Psychologie Française, 1998.
Bernadette Rogé et Eric Schopler présentaient la division TEACCH, son histoire et ses principes, et rappelaient qu’elle offre « un modèle de structures étroitement articulées pour répondre aux besoins des personnes autistes, assurer la formation des personnels et des parents, et poursuivre des activités de recherches. » Ces deux auteurs s’étonnaient que le programme n’ait pas été plus largement répliqué en France, alors même que les parents, généralement bien informés des réalisations étrangères grâce aux associations nationales ou à leurs propres recherches, demandent à bénéficier d’un tel dispositif.
Rogé et Schopler déploraient que son esprit soit mal compris en France et que la transposition soit mal faite. Ces deux auteurs mettaient en garde contre les dérives interprétatives du programme et contre la propension de certains à le transformer en « méthode » à appliquer de façon mécanique à quiconque fût autiste, sans souci d’individualiser l’approche et de tenir compte du développement personnel du sujet.
« La mise en place de structures équivalentes à celles de la division TEACCH n’est toujours pas véritablement effective en France. Il existe bien sûr des structures qui font un travail éducatif de qualité (…) Des classes intégrées en milieu scolaire ordinaire se sont développées dans l’enseignement public (…) Mais dans aucun de ces cas, le dispositif complet regroupant les différents types de services destinés aux personnes de tous âges, le centre de diagnostic et les activités de formation et de recherche n’a pu être mis en place. »
L’expérience menée à Toulouse a été le seul exemple allant pourtant dans le sens d’une réelle transposition du programme TEACCH en France : existence d’un centre de diagnostic et d’évaluation dirigé jusqu’en 2004 par Bernadette Rogé, développement de classes intégrées et enseignement universitaire d’envergure européenne mis en place, activité de recherche dans le cadre d’un programme international qui a débouché sur des résultats prometteurs au niveau de la génétique (International Molecular Genetic Study of Autism Consortium, 1998). Mais les moyens de fonctionner ont cruellement manqué et il reste difficile de développer des services complets pour assurer la continuité des suivis.
Rogé et Schopler exposent les obstacles à l’implantation TEACCH en France et mentionnent la nécessité d'une transposition raisonnée en France, le besoin de formation et la motivation des intervenants, la nécessité de prendre en compte le rôle des parents qui doivent collaborer au projet de l'enfant, la prise en compte de l'autisme comme TED, l'écueil que constitue un modèle psychiatrique de l'autisme et rappellent que : « le recours aux évaluations, à l’analyse fonctionnelle des situations et à la théorie de l’apprentissage pour favoriser le développement de comportements plus adaptés et gérer les troubles sont autant de points forts de l’approche cognitivo-comportementale. »